# 레오나르도 파브리
레오나르도 파브리(이탈리아어: Leonardo Fabbri, 1997년 4월 15일~)는 이탈리아의 육상 선수로 주 종목은 포환던지기이다. 2020년 하계 올림픽에 참가했으며 2023년 세계 선수권 대회에서 남자 포환던지기 종목 은메달을 획득했다.
현재 남자 포환던지기 이탈리아 국가 기록을 보유하고 있다.